# 寶山寺站
寶山寺站（日语：／ Hozanji eki */?）是位於奈良縣生駒市門前町，近畿日本鐵道的生駒鋼索線（寶山寺線和山上線）車站。車站編號為Y18。
鳥居前站來往生駒山上站的乘客需要在此站轉乘。成為近鐵唯一現時持有普通車票的乘客可以中途下車的車站。

## 歷史
- 1918年（大正7年）8月29日：生駒鋼索鐵道鳥居前至寶山寺之間開通，此站啟用。
- 1922年（大正11年）1月25日：公司合併，成為大阪電氣軌道（後來為近鐵）車站。
- 1926年（昭和元年）12月30日：寶山寺2號線開始服務，鳥居前站至寶山寺站（寶山寺線）雙線化。
- 1929年（昭和4年）3月27日：前往生駒山上站的山上線啟用。
- 1944年（昭和19年）
  - 2月11日：山上線暫停服務。
  - 7月：寶山寺2號線暫停服務（撤走設備），寶山寺線單線化。
- 1945年（昭和20年）8月1日：山上線重開。
- 1953年（昭和28年）4月1日：寶山寺2號線重開，寶山寺線再次雙線化。

## 車站構造

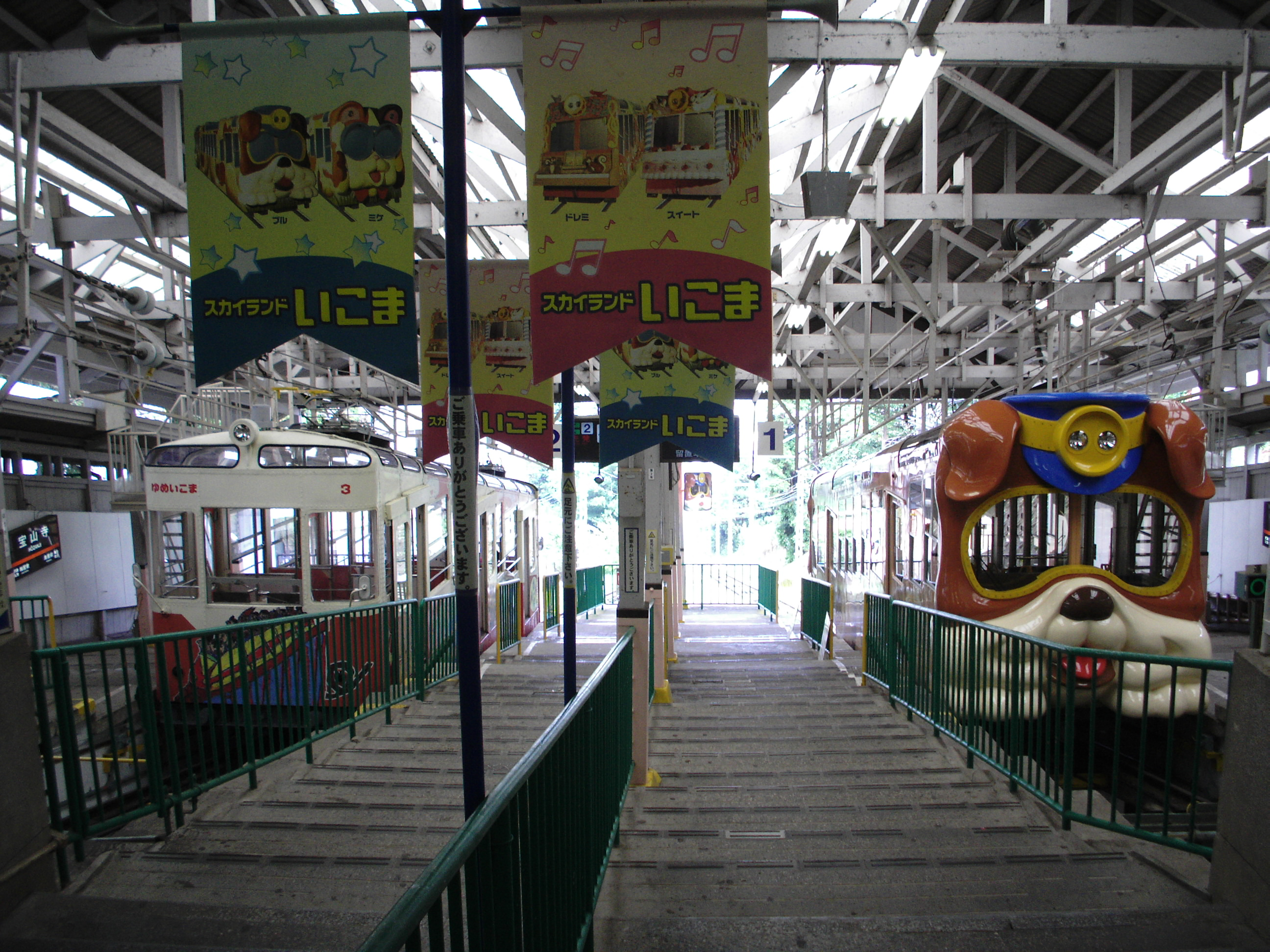
寶山寺線月台（2007年8月）

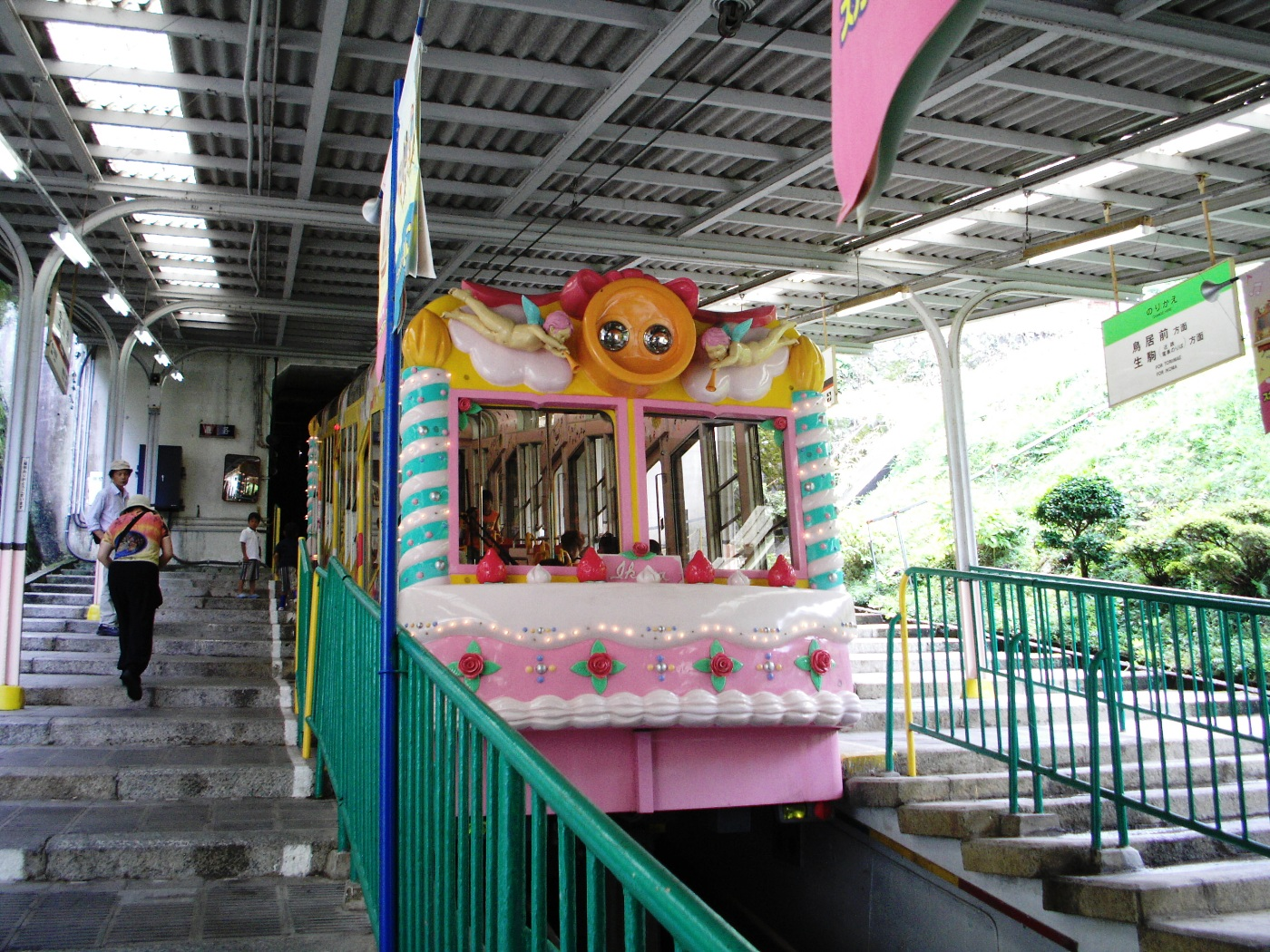
山上線月台（2007年8月）

此站是地面車站。檢票口右邊是寶山寺線月台，左邊是山上線月台。

### 月台
寶山寺線乘車處設有3面2線的港灣式月台。通常只使用中央1面月台上下車。在多客時期，中央1面只可上車，外側2面只可下車。
山上線乘車處設有2面1線港灣式月台。但是只使用1面月台上下車，通常不使用另一邊月台。
| 月台         | 路線        | 方向         | 備註                             |
| ------------ | ----------- | ------------ | -------------------------------- |
| 寶山寺線月台 |             |              |                                  |
| 1            | 寶山寺1號線 | 鳥居前方向   | 通常只會使用1號線                |
| 2            | 寶山寺2號線 | 鳥居前方向   | 多客時或1號線暫停服務時使用2號線 |
| 山上線月台   |             |              |                                  |
|              | 山上線      | 生駒山上方向 |                                  |

## 車站周邊
車站附近寶山寺，因此建設了許多旅館。現時變為遊廓。在另一方，車站周邊開始發展成了大阪市的睡房城市。
- 寶山寺
- 關西聖書學院（日语：関西聖書学院）
- 生駒市社區巴士「竹丸號（日语：たけまる号）」「門前駐在所」巴士站

## 相鄰車站
近畿日本鐵道
 生駒鋼索線（寶山寺線）
鳥居前（Y17）－寶山寺（Y18）
 生駒鋼索線（山上線）
■直行
寶山寺（Y18）－生駒山上（Y21）
■普通
寶山寺（Y18）－梅屋敷（Y19）

## 注腳
1. ↑  . かんない.net. 関西ナイトジャーナル. 2014-08-14  [2014-10-25]. 原始内容存档于2016-11-16 （日语）.

## 外部連結
- 寶山寺 - 近畿日本鐵道（日語）